# Peponidium crassifolium
Peponidium crassifolium är en måreväxtart som beskrevs av Lantz, Klack. och Sylvain G. Razafimandimbison. Peponidium crassifolium ingår i släktet Peponidium och familjen måreväxter. Inga underarter finns listade i Catalogue of Life.